# Банаћанско коло
Банаћанско коло (друго име: Коло води Васа) је народно коло из Војводине.

## Текст песме
Коло води Васа, ала се таласа,
Васа поред Десе, све се коло тресе.

На Марини сеферини, а у Ђоке златне токе.
На Марини сеферини, а у Ђоке златне токе.

Банаћанско коло, ко те не би вол'о,
Окреће се лако, ево баш овако.

Златна грана изаткана, Данка ткала, Станку дала.
Златна грана изаткана, Данка ткала, Станку дала.

## Опис игре
Игра  се  отворено,  мешовито  коло,  са  спуштеним  рукама.  Смер  кретања  је супротан смеру кретања казаљке на сату.
На  први  такт  изводи  се  1  корак  десном  ногом  удесно, истовремено  иде  окрет  налево  за 45°, а стопала се постављају тако да се врхови прстију окрећу полулево, затим следи 1 укрштен корак левом  ногом  удесно.  
У  другом  такту  изводи  се  1  корак  са  поскоком  десном  ногом  удесно  и окретом за 90° надесно. На трећи такт изводи се 1 корак левом удесно и 1 корак десном удесно, а на четврти 1 корак са поскоком левом ногом удесно и окретом за 90° налево.
У  лаганом  темпу  игра  се  изводи  обичним  укрштеним  корацима,  а  у  бржем  темпу  лаганим поскоцима.